# 府中市文化センター

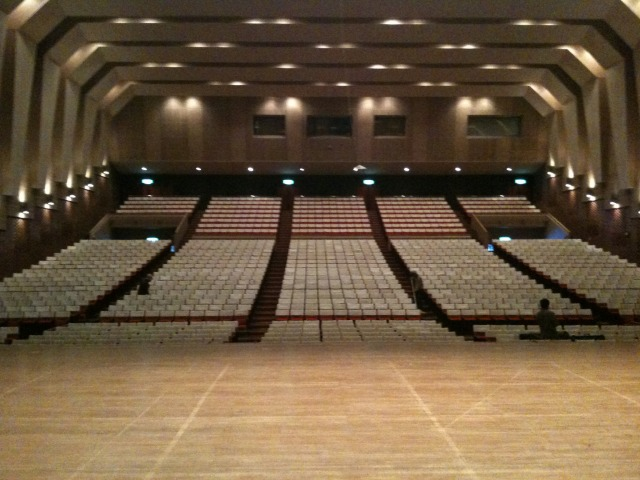
大ホール；舞台より客席を望む。親子席は上面奥右手の窓の部分

府中市文化センター（ふちゅうしぶんかセンター）は、広島県府中市府川町にある多目的コンサートホール。2023年6月1日からネーミングライツにより「ジーベックホール」となった。

## 建物構造
- 構造  鉄筋コンクリート造。
- 敷地面積 10,704 m2
- 延板面積 7,201 m2
- 階数 地上4階、塔屋5階

## 概要等
- 大ホール 客席 1,400席（1階1フロアのみ）
- 中ホール 客席 400席（4階）
- ホワイエ
- 親子室 1室（3階に設置。6席）
- 楽屋 4室
- 練習室 3室
- リハーサル室 1室
- 展示室 2室
- 会議室 3室

## 休館日
- 年末年始（12月29日 - 翌年1月3日）

## 開館時間
午前9時 - 午後10時

## 所在地
- 〒726-0004 広島県府中市府川町70番地

## 駐車場
- 収容台数：無料 136台
  - 会場収容人数に対して駐車場の収容台数により、イベント開催時には満車になることがある。その場合は徒歩5分の府中市役所の駐車場を使用できる。また、徒歩5分先に約100台収容できる民営有料駐車場（ヒロボー跡地）がある[2][3]。

## 駐車場内の設備
- 車いす利用者用公衆電話ボックス（テレホンカード使用可）

## アクセス
- 中国バス元町バス停留所より100 m
- JR福塩線府中駅から徒歩5分
- JR山陽新幹線福山駅からタクシー42分
- 広島空港からタクシー70分
- 車の場合
  - 山陽道『福山東』または『三原久井』ランプより「府中方面」へ車で30分
  - 山陽道『福山西』より『尾道バイパス』経由、「府中方面」へ車で20分

## 例年のコンサート
- 府中シティオーケストラ 春まちコンサート - 毎年2月
- 府中シティオーケストラ ドレミファコンサート - 毎年7月
- 府中高校音楽部 納涼音楽会 - 毎年8月
- 府中東高校吹奏楽部 演奏会

## 過去の主な催し
- 松本英彦 コンサート
- T-BOLAN LIVE HEAVEN 1993 〜HEART OF STONE〜（1993年7月18日）
- 我龍「我龍Concert2009」（2009年）
- 我龍「我リュウイズムコンサート」（2013年）
- 府中商工会議所青年部創立30周年記念事業「ふるさとまつり府中2018」（2018年3月3日）出演：アンガールズ・平野ノラ・サンシャイン池崎
- 映画『鹿の王 ユナと約束の旅』上映会（2022年11月23日）安藤雅司監督舞台挨拶登壇
- 映画『いちばん逢いたいひと』先行上映会（2023年2月17日）倉野尾成美舞台挨拶登壇

## 特記事項
- 毎月第3日曜日、午前10時より「月一ライブ」と称して、室内楽や邦楽の無料コンサートをしている。
- 府中シティオーケストラが活動拠点としており、同団体の楽譜や楽器などが収蔵されている。
- 中ホールは、固定椅子はなく椅子は連結できるタイプのパイプ椅子を使用しており、ホールというより講堂に近い構造になっていて、ピアノ教室などの発表会などの音楽活動にも使用されている。
- 府中市が管理・運営していたが指定管理者制度の導入によって、民間の株式会社 賛興（広島県府中市府川町）が行なっている。